# Militärflugplatz Szolnok

i7
i11
i13
Der Militärflugplatz Szolnok (ungarisch MH 86. Szolnok Helikopter Bázis, ICAO-Code: LHSN) ist ein ungarischer Militärflugplatz der ungarischen Luftstreitkräfte. Er liegt im Komitat Jász-Nagykun-Szolnok am südlichen Stadtrand von Szolnok, gut 100 km ostsüdöstlich von Budapest. Die Basis ist Heimatstützpunkt der ungarischen Helikopter.

## Geschichte
Der Flugplatz, auch als Szolnok-Rákóczifalva bezeichnet, war während des Zweiten Weltkriegs der wichtigere der beiden Plätze im Vergleich zum stadtnäher gelegenen Flugplatz Szolnok-Szandai, der lediglich während des Balkanfeldzugs von der deutschen Luftwaffe als Ausweichplatz genutzt wurde.
Der Platz nördlich von Rákóczifalva war während des Kriegs ein Einsatzstützpunkt der ungarischen Jagdflieger. Hier lagen von 1940 bis zirka Mai 1944 die I. Gruppe des 1. Jagdfliegerregiments und für einen kürzeren Zeitraum kam im Frühjahr 1942 die 1. Unabhängige Jagdgruppe „Horthy István“ hinzu. Die deutsche Luftwaffe nutzte den Flugplatz 1944 lediglich als Basis von fliegenden Reserveeinheiten. Hierzu gehörten von Februar bis August 1944 die V. Gruppe des Kampfgeschwaders 53 (V./KG 53) und im August des Jahres die IV. Gruppe des Kampfgeschwaders 55 (IV./KG 55). Die hier stationierten He 111 wurden am 20. August 1944 zum Ziel eines amerikanischen B-24-Bomber-Angriffs der Fifteenth Air Force.
Am Ende des Kalten Kriegs war Szolnok Basis eines gemischten Transportregiments, des 89. 'Szolnok' Vegyes Szállito Repülo Ezred, das mit einer An-26 Trasnsport- und zwei Mi-8S/T-Hubschrauberstaffeln ausgerüstet war.
Die Neuausrüstung mit westlichen Mustern begann 2019 mit der H145M und wurde ab 2023 mit der H225M fortgesetzt.

## Heutige Nutzung
Der Flugplatz beheimatet zurzeit (2023) als Hauptnutzer die 86. Basis, MH 86. Szolnok Helikopter Bázis „Kiss József“, der zwei fliegende Staffeln unterstellt sind.
- Szállitó Helikopter Zászlóalj, Transporthubschrauberstaffel, ausgerüstet mit H145M (seit 2019), H225M (seit 2023) und Mi-8T/Mi-17/Mi-17N
- Phoenix Harcihelikopter Zászlóalj „Phoenix“-Kampfhubschrauberstaffel, ausgerüstet mit Mi-24P/W

Hinzu kommt ein Detachment der 59. Basis:
- 4. Kiképzö Repülö Század det. Schulstaffel, ausgerüstet mit AS350 (seit 2017), Zlín Z 143LS und Zlín Z 242L